# 群馬県立館林美術館

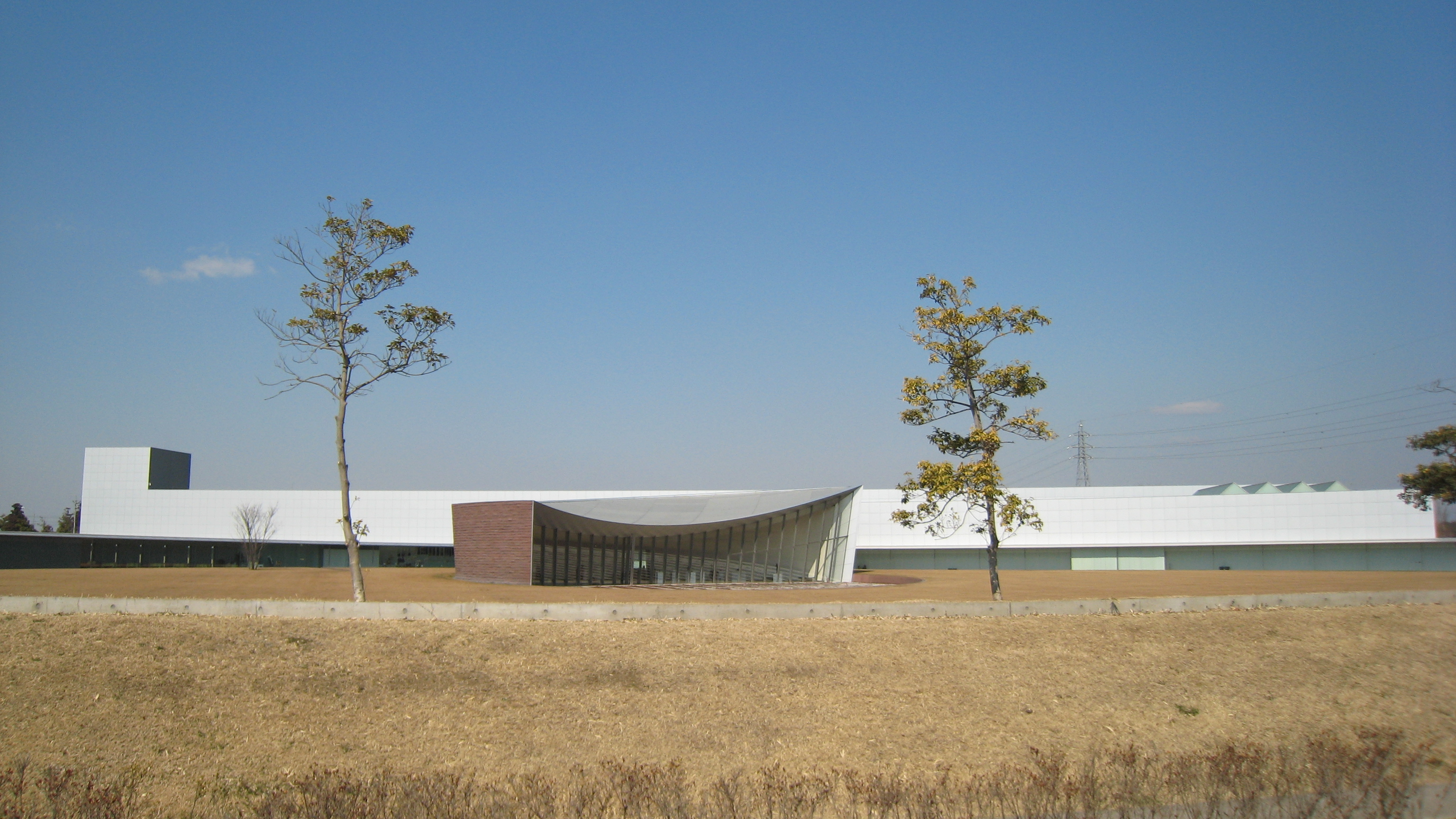
建物全景

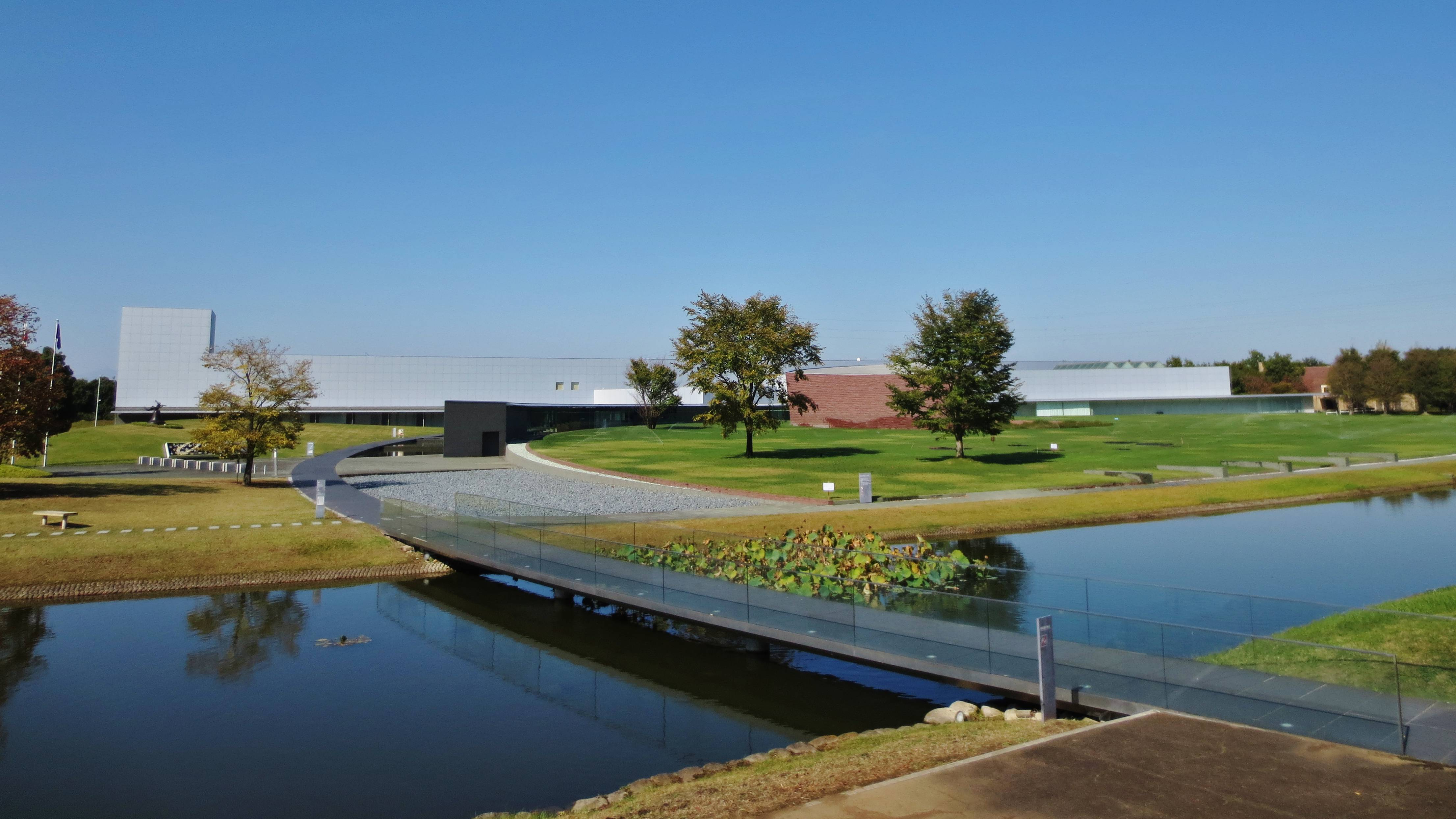
池越しに望む

群馬県立館林美術館（ぐんまけんりつたてばやしびじゅつかん、英: Gunma Museum of Art, Tatebayashi、略称: GMAT）は群馬県館林市日向町の多々良沼畔にある美術館である。美術館のテーマは「自然と人間」。彫刻やインスタレーションを中心とした近代美術と現代美術が多い。

## 概要
高崎市の群馬県立近代美術館に続いて県内二つ目の美術館として2001年10月26日に館林市に開館した。自然と人との共生を示す作品の展示・教育普及事業を行っている。別館では、フランスの彫刻家であるフランソワ・ポンポンのアトリエを、当時の写真をもとに再現している。
館林市郊外の水耕田跡地に建設された建物は芝生の広い敷地を囲むように配されている。設計は第一工房（代表：高橋靗一）。2004年第17回村野藤吾賞を受賞している。
また、付近には彫刻の小径と名づけられた散策路があり、多々良沼公園の生活環境保全林に沿って、多くの彫刻作品（2001年現在38体を数える）を設置している。

## 沿革
- 1988年5月2日 - 館林市文化協会より美術館建設の請願書が提出される
- 1993年10月13日 - 新県立美術館基本構想検討委員会が設置
- 1999年3月10日 - 工事着工
- 2000年12月1日 - 美術館完成
- 2001年10月26日 - 開館

## データ

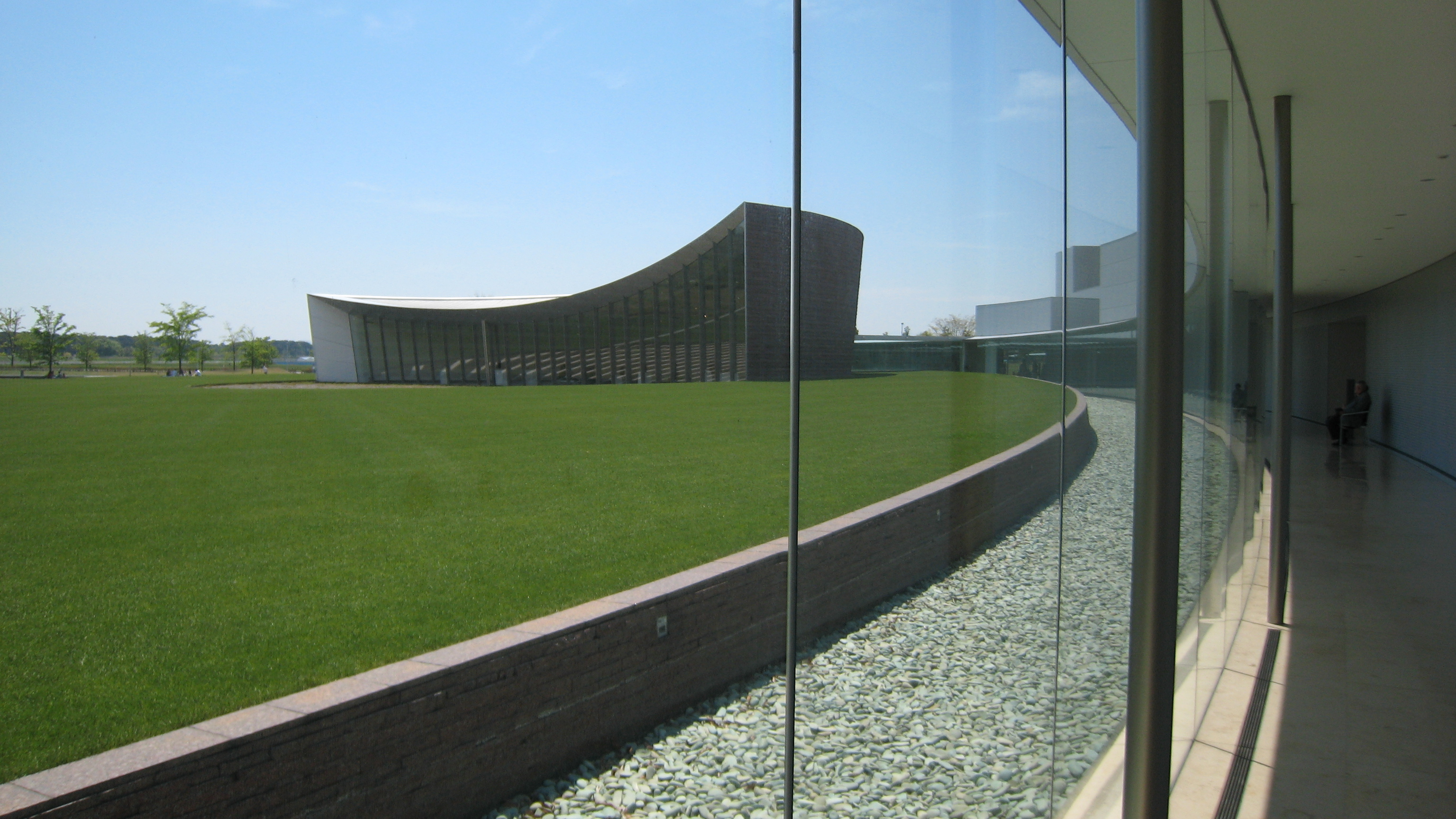
館内廊下

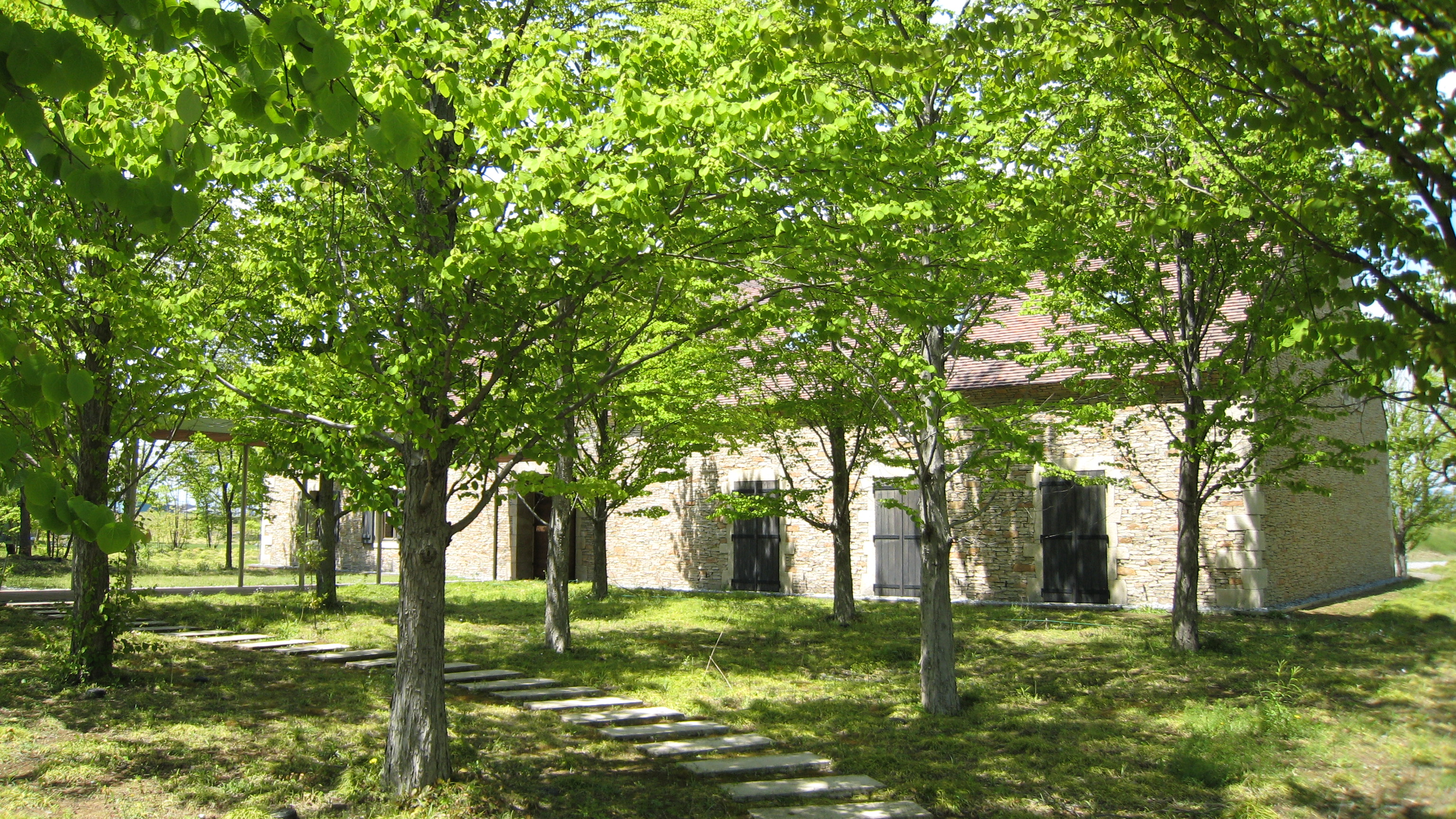
別館

- 開館時間：9:30 - 17:00（日本標準時）（入館は16:30まで）
- 休館日：毎週月曜日（祝日の場合は翌日）年末年始・特別整理期間等
- 入館料：開催中の展覧会により異なるため、公式ウェブサイトを参照。
- 交通アクセス
  - 館林駅から広域公共路線バス多々良巡回線に乗車、県立館林美術館前停留所下車。
  - 多々良駅から徒歩20分

## 周辺
- 彫刻の小径
- 高根グラウンド
- 館林自動車教習所
- 館林市立第八小学校
- 館林市立多々良中学校
- 多々良沼
- ビバホーム館林店

## フランソワ・ポンポン死後鋳造問題
館林美術館では館のテーマである「自然と人間の関わり」を探求する上で有意義な作家として注目し、フランソワ・ポンポンの作品を収集している。
しかし、約3億5000万円をかけて収集した104点の作品のうち、3点は制作者不明、残る101点の作品のうち34点が、ポンポンが遺言で禁じていた死後鋳造であることがオルセー美術館の調査で発覚し、「正式な作品として展示すべきではない」と指摘された。そのため、現在では遺言を尊重し、死後鋳造の作品について展示室での展示を避けつつ、一部を別館である「彫刻家のアトリエ」に展示している。
なお、フランソワ・ポンポンの収集を行った理由として、館林市に存在する「分福茶釜」伝説の茂林寺から連想する「ぽんぽこぽん」という語感にひっかけたものだ、という俗説があるが、美術館はこれを否定している。

## ギャラリー

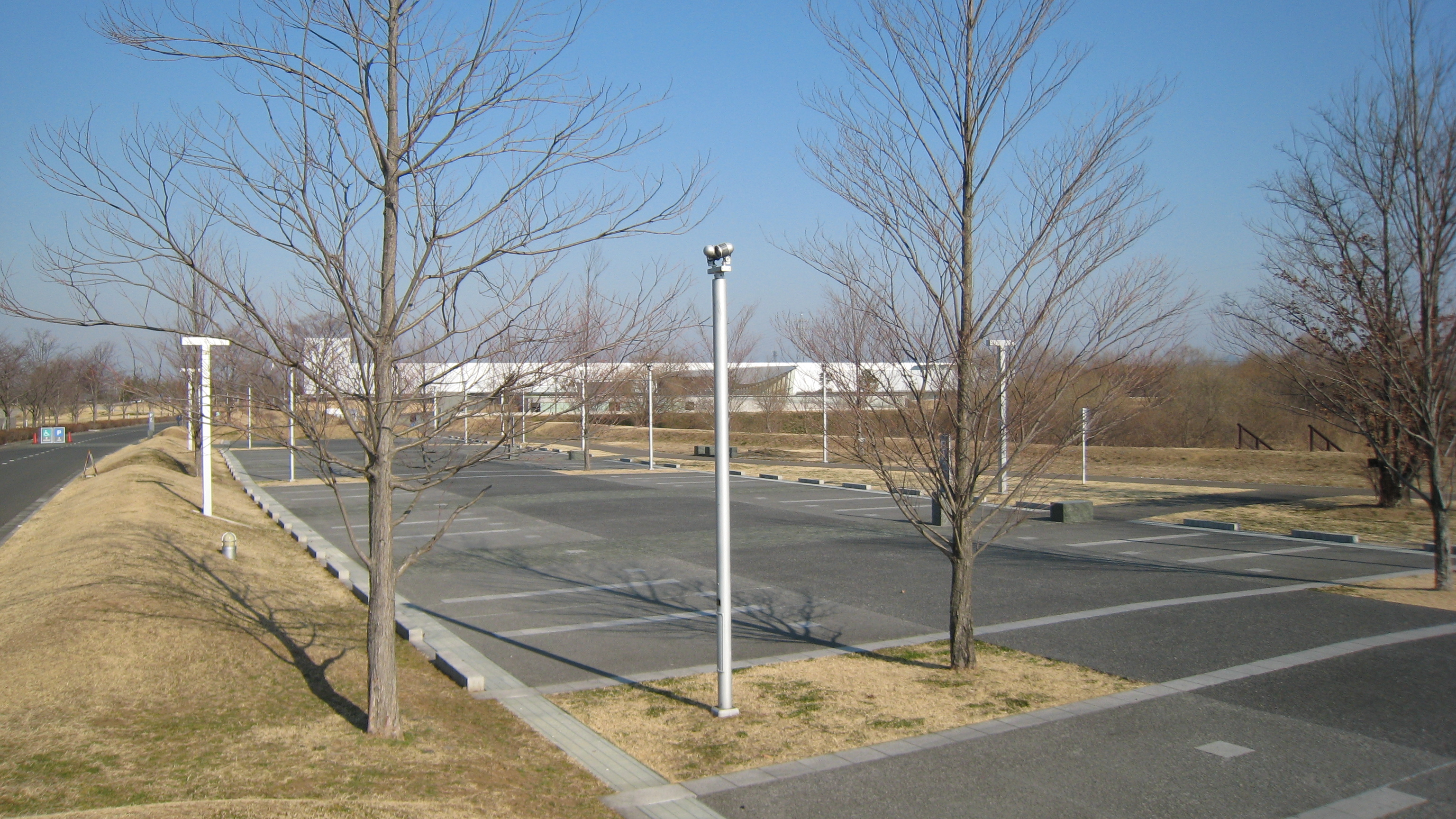
北西方向。群馬県立館林美術館、多々良駅
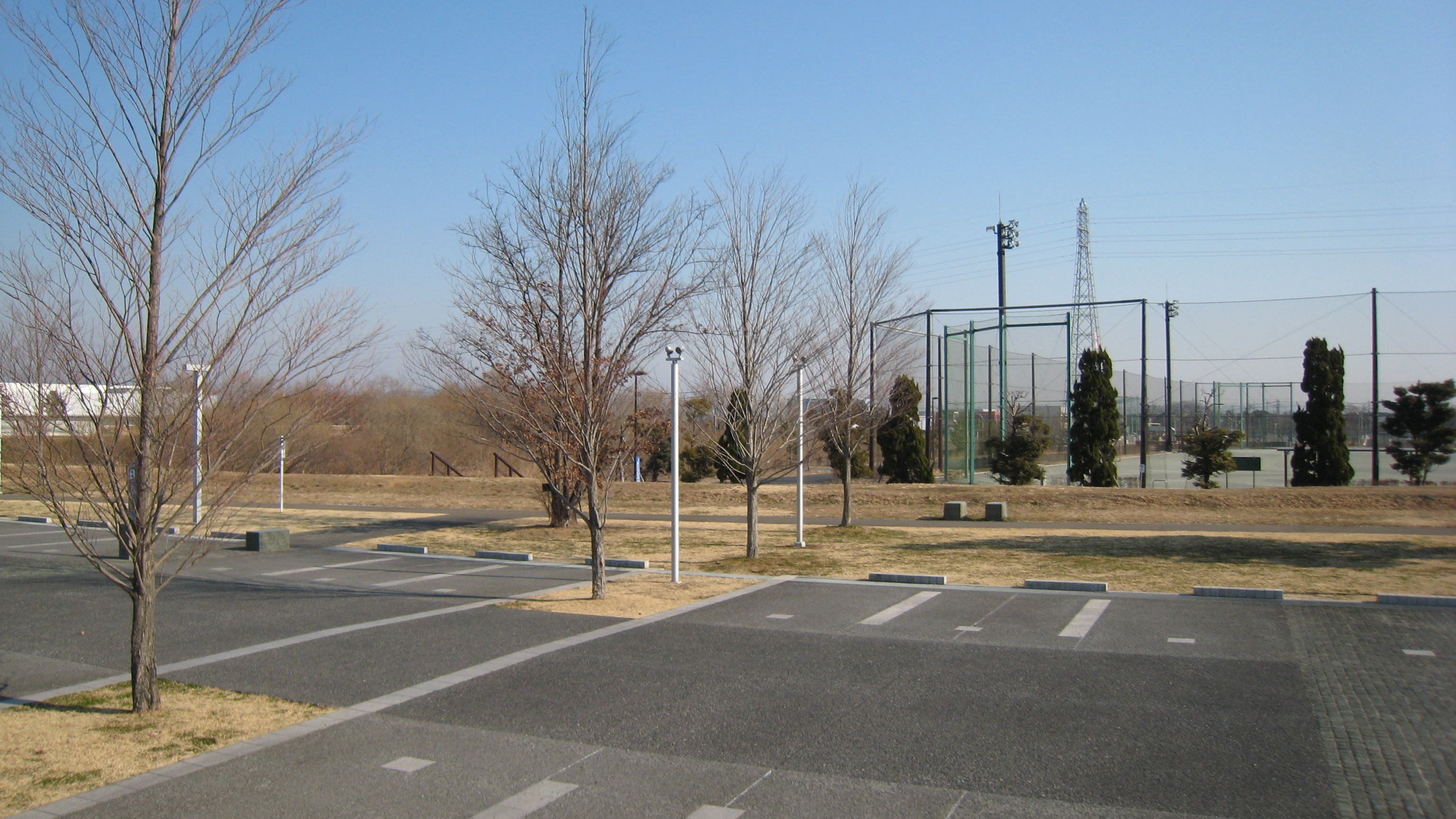
北方向。館林自動車教習所、日光山
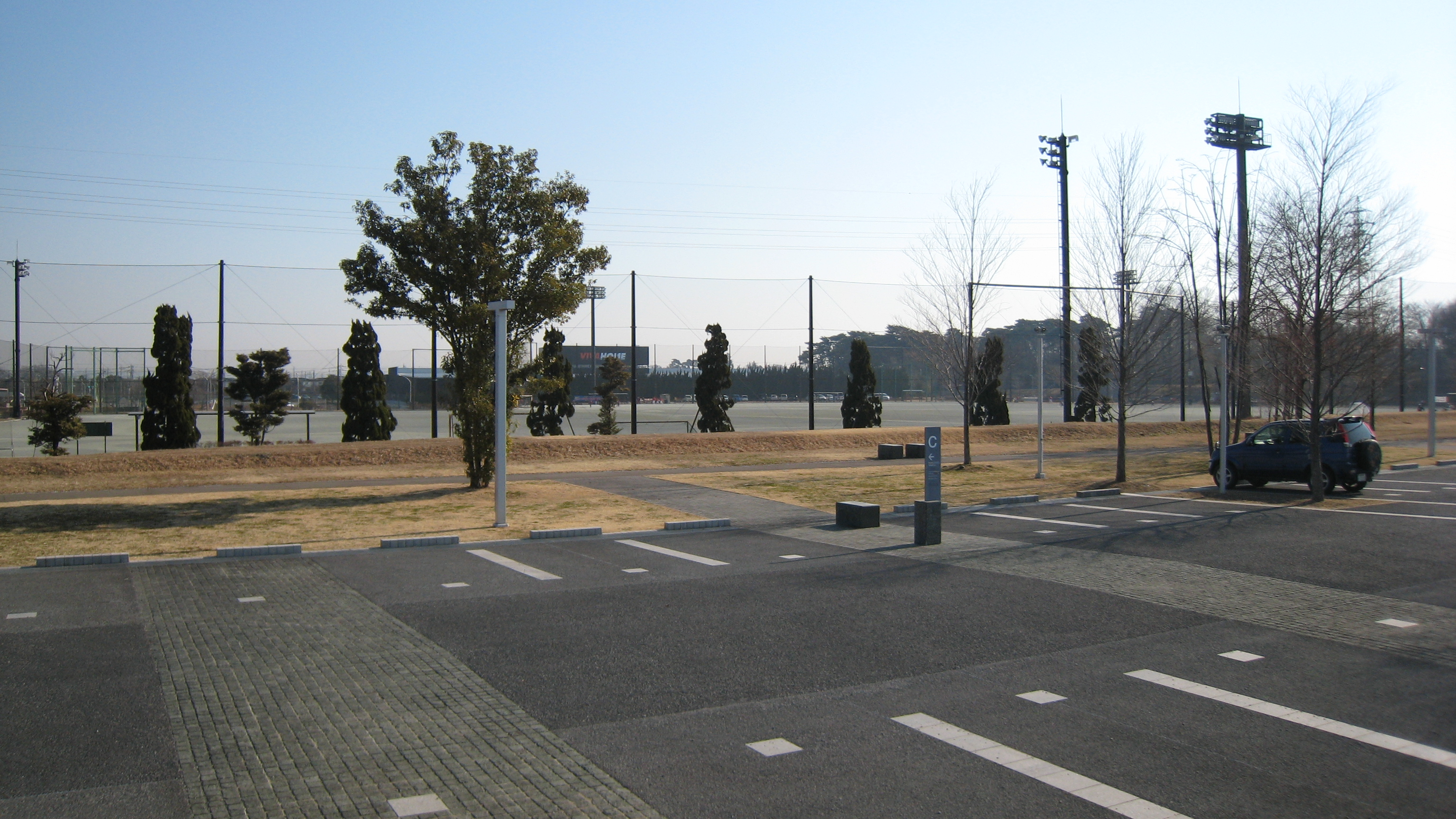
東方向。高根グラウンド、第八小、ビバホーム
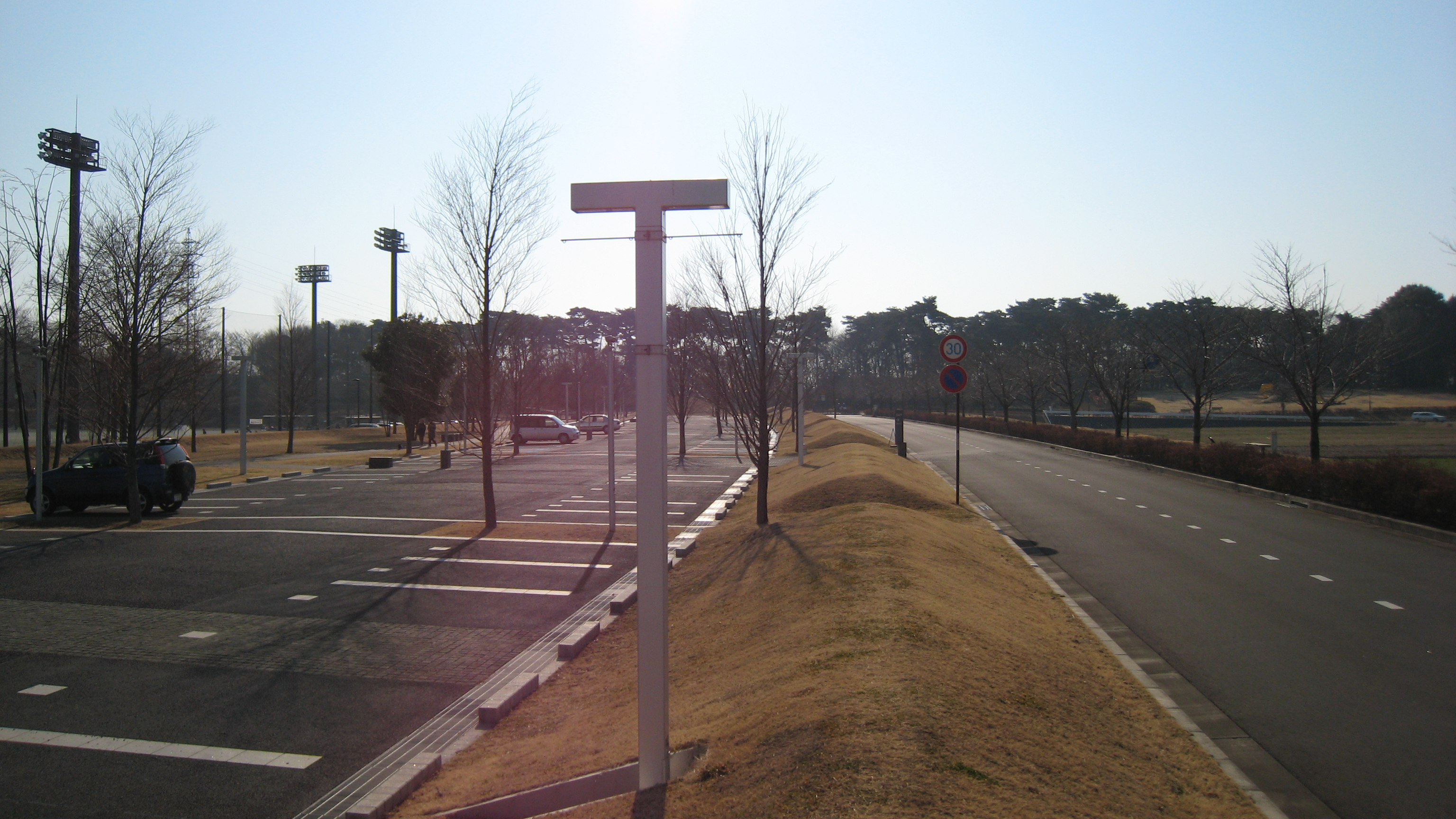
南東方向。多々良中
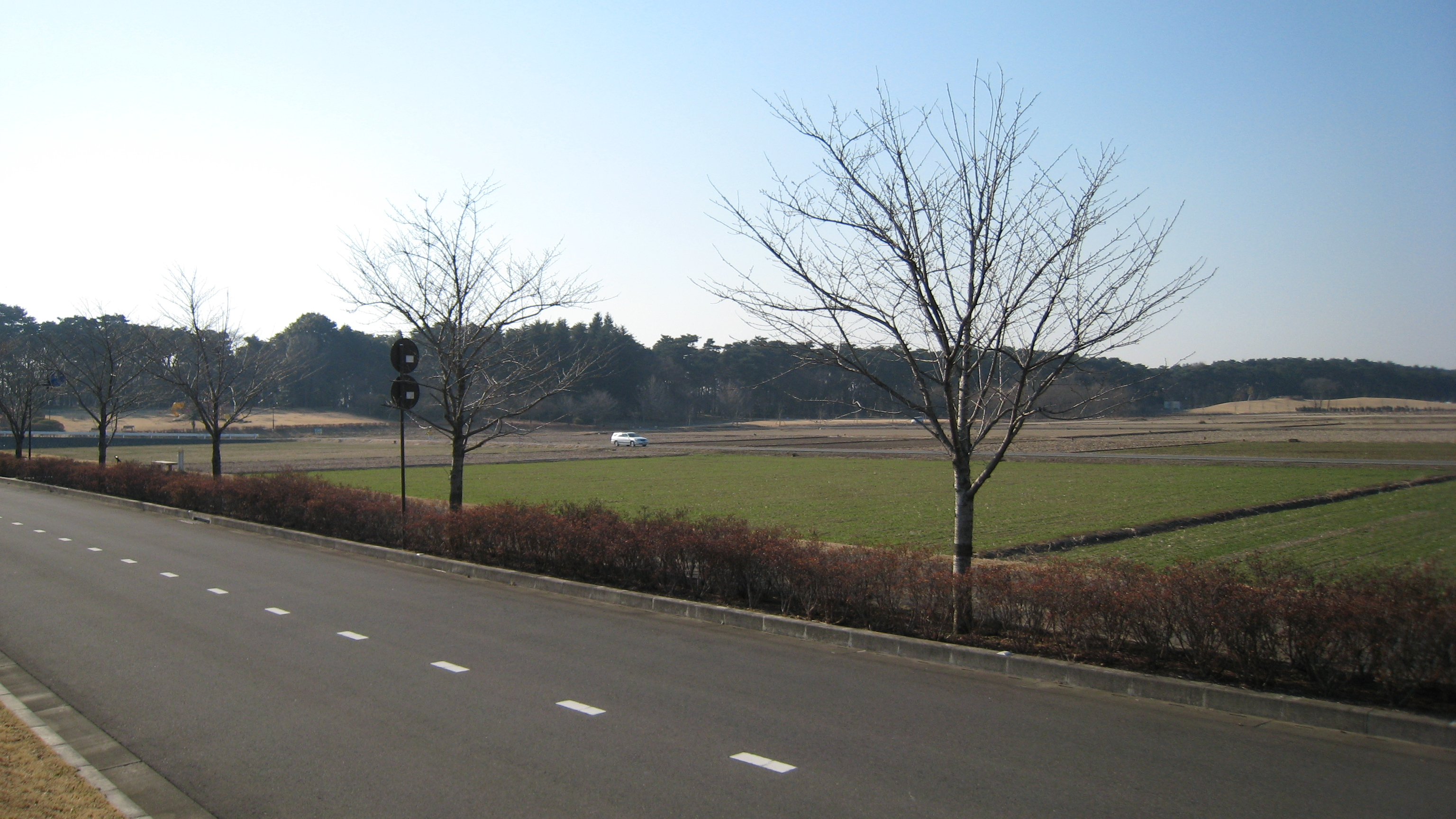
南方向。彫刻の小径
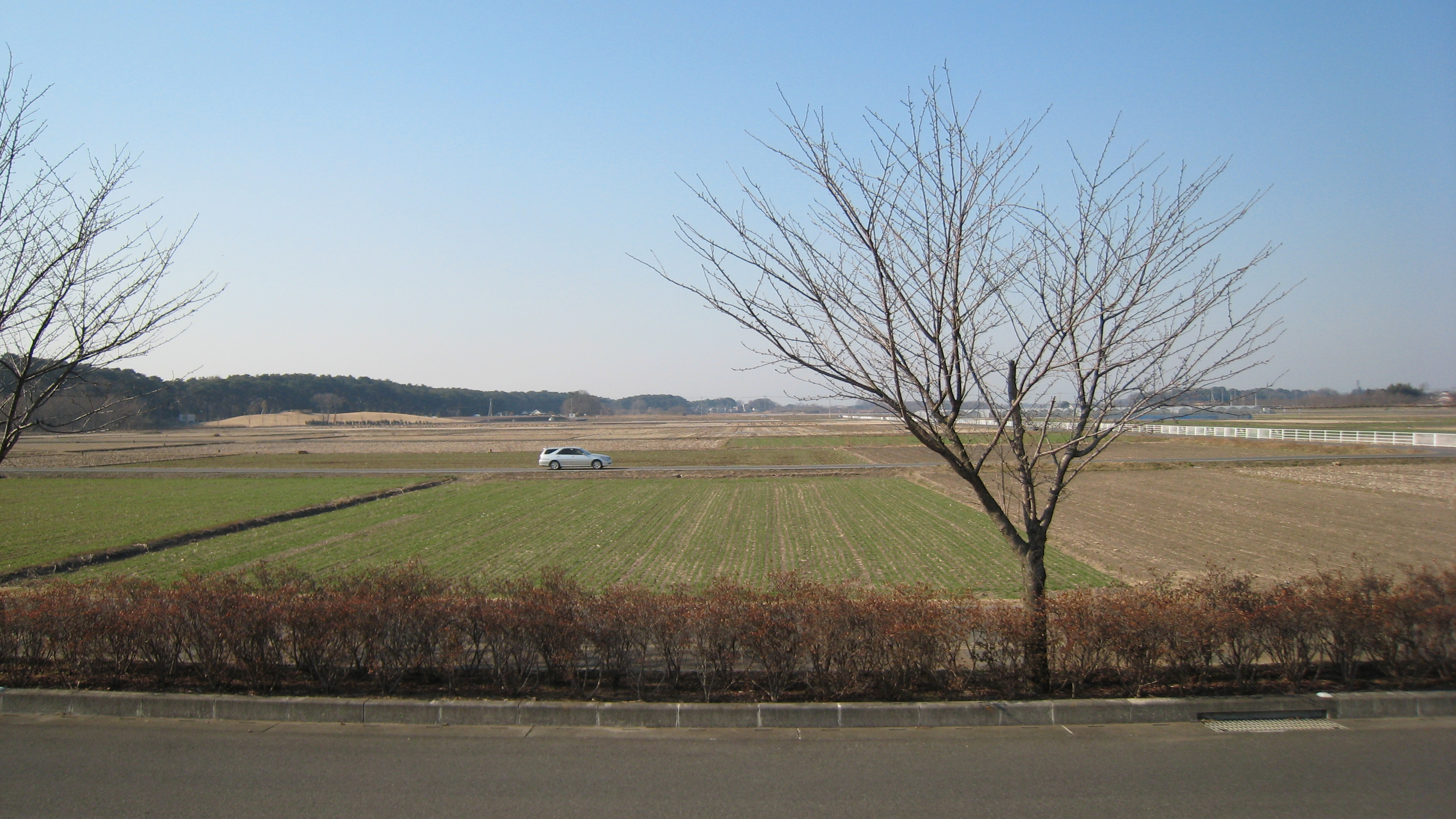
南西方向。多々良沼
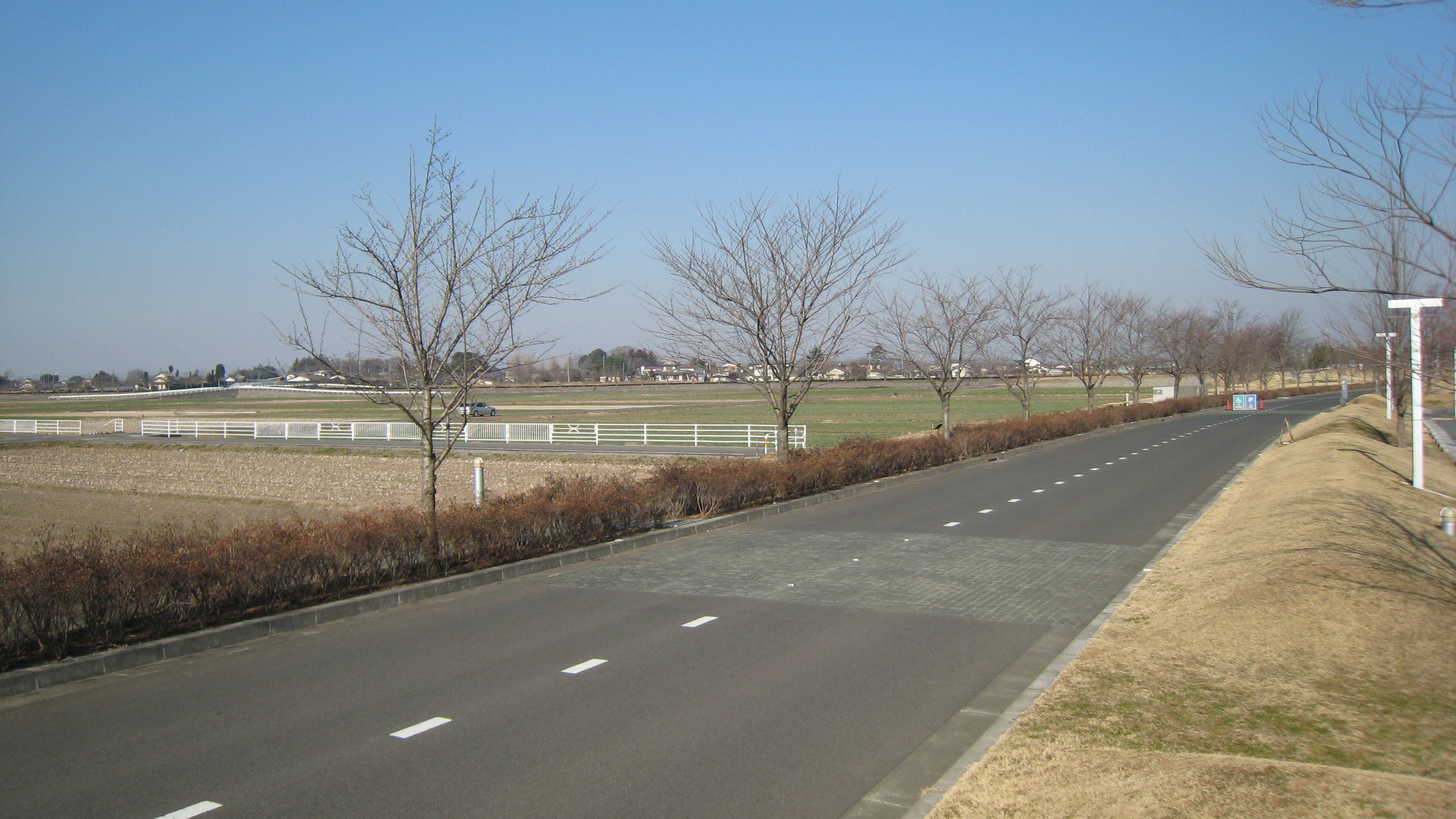
西方向。太田、高崎
パノラマ。
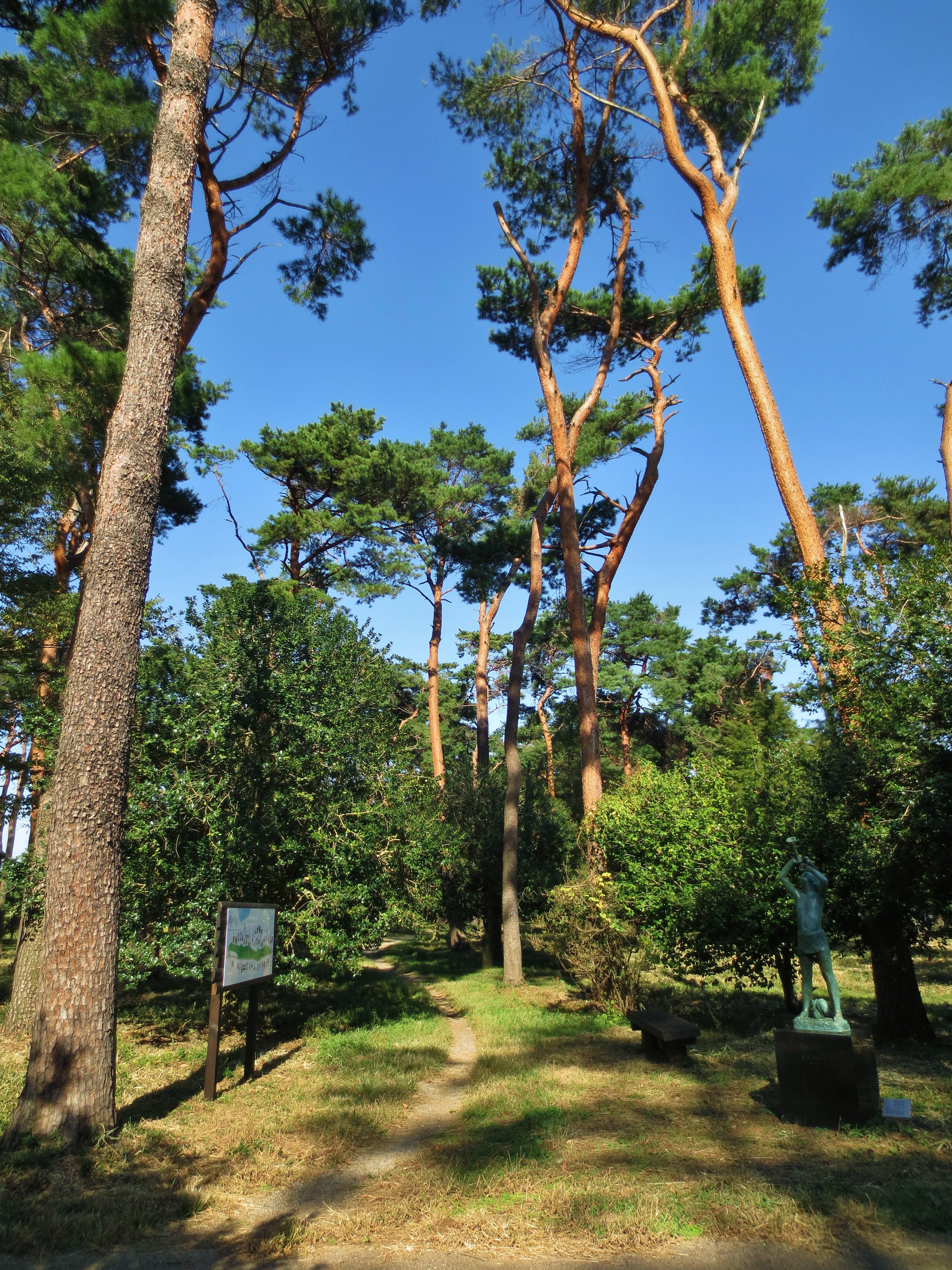
彫刻の小径